# Kontinentális sziknövényzet
A kontinentális sziknövényzet szélsőséges termőhelyek fajszegény, többnyire laza szerkezetű, nyílt lágyszárú növényzete. A növényzet fő korlátozó és szelekciós tényezője a talaj sótartalma (főleg a nátriumsók: nátrium-klorid, nátrium-szulfát és nátrium-karbonát) szaporodnak fel.

## Éghajlati feltételei
A sók felhalmozódásának fő oka az éghajlat. Szikes területek ott alakulnak ki, ahol a hosszú nyári szárazság idején negatív a talajok vízmérlege. A talajvíz felfelé áramlik a talaj pórusaiban, és elpárolgása után a könnyen oldódó sók a talaj felső rétegeiben, illetve a felszínen kikristályosodnak. Az alkáli sók lúgossá teszik a talajt (pH 8–12), és növelik annak ozmózisos szívó-, illetve vízvisszatartó erejét. Ezért a szikes talajok fiziológiailag szárazak: a közönséges növények a sós pórusvizet nem tudják fölvenni.
A sófelhalmozódás intenzitása három tényezőtől függ:
- a csapadékhiánytól,
- a talajvíz mélységétől és
- az akkumuláció hosszától.

Az akkumuláció ott hosszabb, ahol a víz összegyűlik, és tovább párolog, tehát a mélyedésekben, pocsolyákban, sekély tavakban. Már néhány centiméteres talajszintkülönbség is igen jelentős sókoncentrációt eredményezhet, ezért a kontinentális szikesek termőhelyei és a rajtuk kialakult társulások mozaikosak: eloszlásuk rendszertelen, rapszodikus, elaprózódó.

## Elterjedése
A kontinentális szikesek övezete végighúzódik az eurázsiai kontinens közepén a Pannon-medencétől az erdélyi Mezőségen, a dél-ukrajnai és dél-orosz síkságokon, Nyugat-Szibérián és Közép-Ázsián át egészen Kelet-Mongóliáig. A Kárpát-medencétől nyugatra már csak kisebb, elszigetelt foltjait találjuk (a Bécsi-medencében és a Morvamezőn).
Hazai szikeseink a kelet-európai és ázsiai szikesekkel együtt a kontinentális vegetációtípushoz tartoznak. Jellemző fajaik többsége a pontusi–pannon vidéken terjedt el, több közülük iráni-turáni rokonságot mutat.

## Kialakulása a Kárpát-medencében
Vegetációtörténészek szerint a Kárpát-medence sótűrő növényei a harmadkorban specializálódtak: akkor, amikor a Thetys tenger bezáródása után a belső tengeröblök kiszáradtak. Wessel van der Hammen szerint ez a flóra, amelynek uralkodó fajai:
- üröm- (Artemisia sp.) és
- libatopfélék (Chenopodiaceae) voltak,

a periglaciális tundrákon és hideg sztyeppeken vészelhette át a jégkorszakot.
Az elsődleges szikesedés:
- a nagy alföldi mocsarak ingadozó vízszintű peremterületein és
- a szikes pusztai erdők tavasszal vízállásos tisztásain

alakulhatott ki.
Ahhoz, hogy ezek a társulások ilyen nagy területeket uralhassanak el és stabilizálódjanak, nagyban hozzájárult:
- az alföldi folyószabályozás,
- a mocsarak kiszárítása és
- a hagyományos legeltető állattartás

(ezen emberi tevékenységek eredménye az úgynevezett másodlagos szikesedés).

## A Kárpát-medencében jellemző fajok, alfajok
Az elsődleges szikesedés eredményeként, hosszú idő alatt fejlődtek ki az alföldi szikesek bennszülött fajai:
- a sziki üröm alfajai (Artemisia santonicum ssp. patens és subsp.monogyna),
- a sziki őszirózsa (Aster tripolium ssp. pannonicus),
- a magyar sóvirág (Limonium gmelinii ssp. hungaricum),
- az erdélyi útifű (Plantago schwarzenbergiana),
- a fertőtavi mézpázsit (Puccinellia festuciformis - szin: Puccinellia peisonis),
- a közönséges mézpázsit vagy sziki mézpázsit (Puccinellia distans - szin: Puccinellia limosa),
- a sziksófű (Salicornia prostrata) és
- a magyar sóballa (Suaeda pannonica).

A tengerparti sós talajok növényzetére csak néhány faj utal:
- sziki sóballa (Suaeda maritima),
- szárnyasmagvú budavirág (Spergularia maritima);

az alfajok, illetve kisfajok többsége vikariáns:
- Aster tripolium ssp. tripolium
- sziki őszirózsa (Tripolium pannonicum subsp. pannonicum),
- húsos sziksófű (Salicornia europaea),
- sziksófű (Salicornia prostrata),
- sziki sóballa (Suaeda maritima agg.),
- magyar sóballa (Suaeda pannonica),
- tengerparti mézpázsit (Puccinellia maritima),
- fertőtavi mézpázsit (Puccinellia festuciformis) és
- közönséges mézpázsit (Puccinellia distans) stb.

Pszeudovikariáns, rokon fajok is előfordulnak:
- tengerparti sóvirág (Limonium vulgare),
- sóvirág (Limonium gmelinii),
- seprűfű (Bassia hirsuta),
- seprőparéj (Bassia sedoides) stb.

A szikes talajokon élő növények egy része obligát halofiton; ezek számára a konyhasó normális anyagcsere-folyamataikhoz szükséges. A fakultatív halofitonok maximális szívóereje nem éri el a 40–50 atmoszférát, az obligát halofitonok közt azonban 100–170 atmoszféra szívóerejű fajok is előfordulnak. E szempontból a sziki pozsgások:
- sóballa fajok (Suaeda spp.),
- sziksófű (Salicornia prostrata),
- szárnyasmagvú budavirág (Spergularia maritima),
- pozsgás zsázsa (Lepidium cartilagineum),
- fakó libatop (Chenopodium glaucum),
- bárányparéj (Camphorosma annua).

élesen különböznek az igen alacsony szívóerejű sivatagi szukkulensektől.
Hasonlóan nagy egyes
- füvek:
  - fertőtavi mézpázsit (Puccinellia festuciformis),
  - bajuszpázsit (Crypsis aculeata) és
- palkafélék:
  - sziki káka (Bolboschoenus maritimus),
  - magyar palka (Acorellus pannonicus)

szívóereje.
Néhány tőlevélrózsás növény:
- tengerparti kígyófű (Triglochin maritimum),
- sziki útifű (Plantago maritima),
- kisvirágú pozdor (Scorzonera parviflora),
- sziki őszirózsa (Tripolium pannonicum subsp. pannonicum)

egészen sajátosan alkalmazkodott a szélsőséges viszonyokhoz: a sóval telített tőlevélrózsa felett új levélrózsát hajt, a régit pedig „leselejtezi” .
A fakultatív (alkalmi) halofiton (mezohalofiton) növények nem igénylik a sós vagy szikes termőhelyet, de elviselik azt – bár alakjuk olykor eltörpül. A jobb termőhelyeken erőteljesebben növekszenek, de mivel ott nem elég versenyképesek, legtöbbször kiszorulnak a sós és szikes talajokra. A felvett sónak csak kisebb részét képesek raktározni, nagyobb részét guttációval kiválasztják a felületükön. Ilyen fakultatív halofitonok:
- kamilla (Matricaria chamomilla),
- pusztai cickafark (Achillea setacea),
- tarackos tippan, (Agrostis stolonifera),
- sovány csenkesz (Festuca pseudovina),
- réti sás (Carex distans).

## Jellemző genetikai talajtípusai
A belföldi szikes és sós növényzet a talajok két nagy csoportján fordul elő:
- a szoloncsák és
- a szolonyec talajokon.

A szoloncsák típusú talaj laza és szerkezet nélküli; vízszintesen nem rétegzett. Sok benne a homok; a só a talaj felszínéhez közel halmozódik fel. Növényzetében előnyös szerephez jutnak a valódi, pozsgás halofitonok. Ez a típusú sziknövényzet főként:
- homokhátságaink (Kiskunság, Nyírség) egykor sekély tavakkal tarkított depresszióiban,
- kiszáradt folyómedrek egykori homokos partjain,
- a Velencei-tó és a Fertő környékén alakult ki.

A szolonyec típusú talaj kötött, szintekre tagolt. Összetételére a finomabb szemcséjű frakciók (agyag, iszap) jellemzők. A sók a mélyebb (B) szintben halmozódnak fel, de a kivált só a felső szint eróziójával (padkásodás) a felszín közelébe kerülhet. A növényzet összetételében halofitonok szerepe több tényezőtől függ. Ezek:
- az A szint vastagsága,
- a talaj kémiai típusa,
- az abszolút sótartalom.

Ilyen sziknövényzet főként az Alföld nagy folyóvölgyeinek egykori nagy, mocsaras öntésterületeire jellemző.
Az egyébként is jelentős mozaikosságot fokozza, a fajkeveredést (különösen a szolonyec szikeseken) erősíti a kora tavaszi legeltetés. Az átázott talajt taposó nagy testű állatok elroncsolják a szikpadka és szikfok mikromorfológiáját, és úgynevezett „patanyom-társulásnyi” mozaikokat hoznak létre. Ezek peremén a szikpadka, belsejében a szikfok vagy a szikes tófenék növényei jelennek meg.

## Társulástani osztályai
A belföldi szikeseket három növénytársulástani osztályra:
- kontinentális sziki szukkulens és egyéves tófenék-vegetáció (Thero-Suaedetea Vicherek 1973 em. Borhidi, 2003),
- szikes puszták (Festuco-Puccinellietea Soó 1968 em. Borhidi 2003 hoc loco),
- szikes rétek (Scorzonero-Juncetea gerardii (Vicherek 1973) Golub et al., 2001),

tagoljuk.